# Samuilica
Samuilica (bułg. Самуилица) – jaskinia, w której znajduje się starożytna osada. Wiek tej osady datuje się na środkowy i późny paleolit i kwalifikuje się do kultury mustierskiej. Osada ta najprawdopodobniej była zamieszkana przez neandertalczyków. Wykopaliska archeologiczne zaczęły się w 1956 roku z inicjatywy Nikołaja Dżambazowa. Osada ta znajduje się w dwóch jaskiniach: Samuilica I i Samuilica II. Minister Środowiska i Gospodarki Wodnej 30 czerwca 1976 roku uznał obydwie jaskinie pomnikami przyrody.
Jaskinia Samuilica I ma deniwelację 4 m. Jej grota jest wysokości 7 m i szerokości 14 m. Znajdują się tu liczne komory. Jaskinia Samuilica II ma długość 176 m. Główna komora, gdzie znajdowała się osada jest prawie horyzontalna i ma długość 56 m i szerokość 7 m.